# Jekaterina Dolgorukova

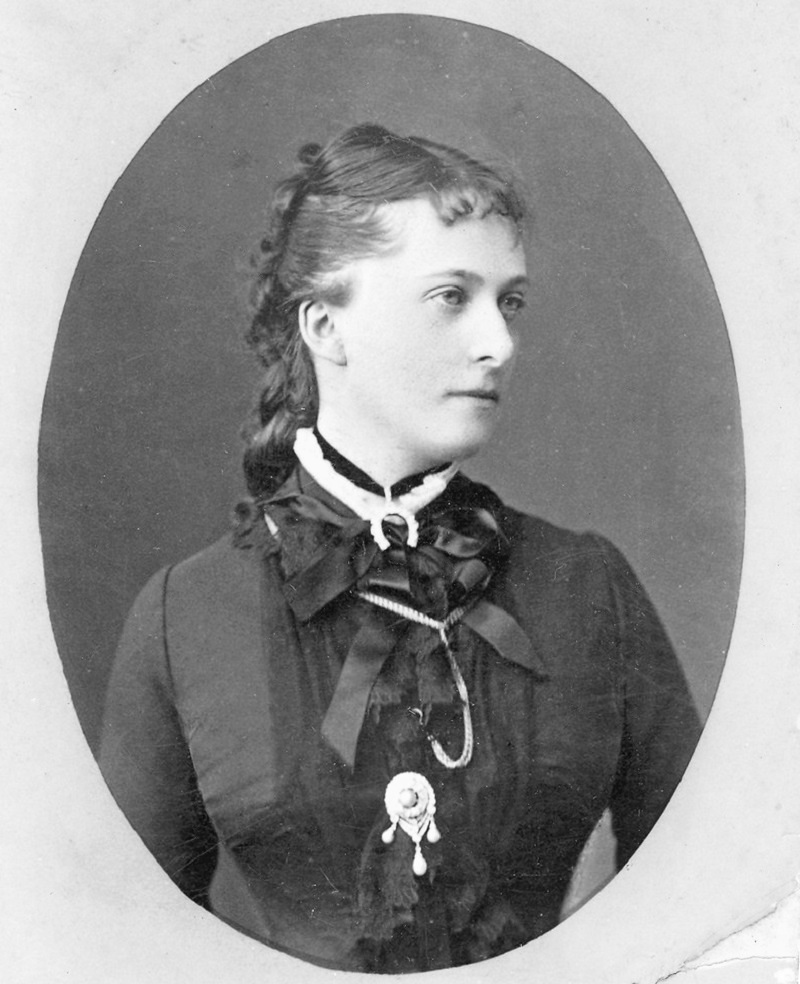
Jekaterina Dolgorukova fotograferad 1880 av Sergei Lvovich Levitsky och Rafail Sergeevich Levitsky.

Jekaterina Michailovna Dolgorukova (på ryska: Екатерина Михаиловна Долгорукова), även känd som Jekaterina Dolgorukova, Dolgoruki och Dolgorukaja, född 14 november 1847 i Moskva, död 15 februari 1922 i Nice, var en rysk adelsdam (furstinna), från 1866 mätress till tsar Alexander II av Ryssland och från 6 juni 1880 till 1 mars 1881 hans morganatiska fru med titeln furstinnan Jurjevskaja. 

## Biografi
Dolgorukova var dotter till furst Michail Dolgorukov och Vera Visjnevskaja och utbildades vid Smolnyjinstitutet i S:t Petersburg, där hon skaffade sig liberala åsikter och där hon också 1864 mötte tsaren, som blev förälskad i henne. Hon utnämndes till hovdam och inledde efter uppmaning från sin mor och lärare ett förhållande med tsaren 1866. 
Dolgorukova eskorterades till möten med Alexander i Vinterpalatset av polis och förhållandet hölls i största mån hemlig, men kom ändå att bli känt. Hon insisterade år 1876 på att föda sitt barn i Alexanders våning i palatset. Förhållandet möttes med starkt ogillande, särskilt från tsarens familj, som anklagade Dolgorukova för att försöka influera tsaren med liberala idéer och göra sina barn med honom till tronarvingar. Hovet kände också stark sympati med tsarens gemål, och historier gick, som till exempel berättelsen att den döende kejsarinnan ska ha plågats av ljuden från Dolgorukovas barn med tsaren i våningen ovanför. Vid sin dödsbädd kallade kejsarinnan till sig Dolgorukovas barn och välsignade dem. 
Efter kejsarinnans död 1880 gifte sig Dolgorukova med tsar Alexander mot hans familjs, hovets och allmänhetens önskan, men Alexander förklarade att han inte ville lämna henne fattig om han skulle bli mördad. Äktenskapet var morganatiskt; hon fick inte titeln kejsarinna och barnen uteslöts från tronföljden. Alexander tillbakavisade alla historier om hennes ambitioner och förklarade att hon endast ägnade sig åt honom och deras barn. Förhållandet kunde nu försiggå öppet, vilket var en lättnad för paret, men Dolgorukova behandlades med ogillande av hovet och tsarfamiljen. 
Efter tsarens död i ett attentat 1881 bjöds hon ingen plats i begravningsprocessionen utan fick gå till en separat gudstjänst. Hon tillerkändes strax därefter ett stort underhåll på villkor att hon avstod från sin rätt att bo i något av de kejserliga palatsen. Hon flyttade därför snart till Frankrike, där hon levde lyxliv under bevakning av ryska spioner. Hon avled efter ryska revolutionen just innan hennes pengar hade hunnit ta slut.
År 1959 kom spelfilmen Katia, som skildrar kärlekshistorien mellan henne och Alexander; Romy Schneider spelade henne och Curd Jürgens tsaren.
Barn:
- Furst Georg Jurjevskij (1872–1913), gift med grevinnan Alexandra von Zarnekau
- Furstinnan Olga Jurjevskaja (1873–1925), gift med greve Georg von Merenberg
- Furst Boris Jurjevskij (född och död 1876)
- Furstinnan Katharina Jurjevskaja (1878–1959), gift första gången furst Alexander Baryatinskij och andra gången med furst Sergej Obolenskij